# Бедредин, Али
Али́ Бедреди́н (фр. Ali Bédrédine; род. 1970) — французский и алжирский футболист, игрок в мини-футбол и футзал. Стал широко известным после того, как был подвергнут рекордной дисквалификации на срок в 91 год.

## Карьера

### Клубная
Выступал за клуб «Шан-сюр-Мар» в Чемпионате Франции по футзалу.

### Международная
В составе сборной Франции принимал участие в Чемпионате Европы по футзалу 2008 года. Входил в заявку команды на чемпионат Европы 2010 года, но французы приняли решение отказаться от выступления из-за участия в турнире сборных Абхазии и Южной Осетии. Был капитаном команды.
В ноябре 2010 года, после своей дисквалификации во Франции, был включён в состав сборной Алжира по мини-футболу.

## Дисквалификация
Был обвинён французской федерацией футбола, контролирующей и мини-футбол, в том, что одновременно играл в соревнованиях по футзалу (AMF), и дисквалифицирован на 91 год, до 31 декабря 2099 года. Федерация сослалась на статью генерального регламента федерального кодекса, согласно которой «игрок не имеет права выступать за клуб, не связанный с федерацией или входящий в непризнанную ассоциацию». Бедредин настаивал на том, что в правилах нет запрета на выступление за клубы из разных ассоциаций, и том факте, что один из клубов был любительским, поэтому конфликта интересов не было.
В интервью французской интернет-газете Chronofoot он сказал:
Это неслыханно. Когда Хаджи попытался ударить судью, то его дисквалифицировали на полгода, а потом «скостили» срок и вовсе до шести игр… Я не сделал ничего плохого. Я выступаю за сборную Франции — и я наказан на 91 год.Оригинальный текст (фр.)C'est du jamais vu. Quand je vois des joueurs comme Hadji qui a failli taper un arbitre, qui prend 6 mois de suspension, puis qui fait appel et qui s'en sort avec 6 matches... J'ai rien fait de mal. Je représente la France, et je suis sanctionné 91 ans.
Высказывалось мнение, что наказание Бедредина стало показательной акцией, как и дисквалификация Жана-Шарля Доттеля. Бедредин, капитан и один из ведущих игроков национальной сборной, и Доттель, бывший президент комиссии футзала футбольной лиги Корсики, который перешёл в футзал под эгидой AMF и смог увести за собой почти все мини-футбольные клубы острова, являются влиятельными фигурами во французском футзале, испытывающем давление со стороны ФФФ, курирующий футзал по версии ФИФА.
Журналистам L’Équipe удалось добиться от ФФФ согласия снять дисквалификацию в случае отказа Бедредина от выступления в турнирах AMF. Бедредин отправил на имя федерации письмо с соответствующим отказом и просьбой о пересмотре дела, но никакого ответа не получил, и срок наказания остался в силе.